# Ури, Сами
Сами́ Ури́ (фр. Samy Houri; 9 августа 1985, Аньер-сюр-Сен, департамент О-де-Сен, Франция) — французский футболист алжирского происхождения.

## Карьера
Сами Ури занимался футболом в команде «Сен-Гратьян» из одноимённого парижского пригорода. В 14 лет он ярко проявил себя на детском турнире в Валь-д’Уазе и привлёк внимание скаутов «Пари Сен-Жермен», «Ле-Мана» и «Сент-Этьена». К последнему клубу Ури присоединился в августе 1999 года. За молодёжную команду «Сент-Этьена» он играл на позиции атакующего полузащитника, выполняя функции плеймейкера, при низком росте отличался хорошей манёвренностью и отличной техникой. Вместе с молодёжной командой Ури доходил до финала чемпионата Франции среди 15-летних. На престижном молодёжном турнире в Монтегю он был признан лучшим игроком. В 2002 году Ури играл за сборную Франции до 17 лет на чемпионате Европы. На турнире он участвовал в трёх послематчевых сериях пенальти: в четвертьфинале и полуфинале был точен, но в финальном матче со Швейцарией свой пенальти не реализовал. Французы в итоге стали лишь серебряными призёрами.
В сезоне 2002/03 Ури играл за вторую команду клуба, а в сезоне 2003/04 провёл за основной состав шесть матчей во Второй лиге, в которой «Сент-Этьен» в том сезоне одержал победу. Дебют Ури во второй лиге состоялся 27 сентября 2003 года в матче с «Каном». В следующем сезоне он продолжил играть за вторую команду клуба. В сезоне 2005/06 Ури изредка привлекался в основной состав «Сент-Этьена», трижды выходил на замену в матчах чемпионата Франции. В Лиге 1 он дебютировал 11 января 2006 года в матче с «Мецем».
Не сумев закрепиться в основном составе «Сент-Этьена», Ури в августе 2006 года отправился в аренду до конца сезона в клуб «Раон». Затем по сезону провёл в составе клубов «Париж» и «Арль-Авиньон». Все три клуба выступали в третьей французской лиге, где Ури в общей сложности сыграл 90 матчей и забил 14 голов.
После истечения контракта с «Сент-Этьеном» летом 2009 года Ури пытался найти себе новый клуб среди участников Лиги 1 или Лиги 2, но во Франции интерес к нему проявляли только команды из низших лиг. 15 августа 2009 года Ури в качестве свободного агента перешёл в клуб из второй лиги Бельгии «Остенде». Уже 19 августа ярко дебютировал в новой команде в матче с «Брюсселем». Однако в этом же матче он получил серьёзную травму, разрыв задней крестообразной связки колена. Лишь весной следующего года Ури смог вернуться в строй. Второй сезон в «Остенде» для него сложился более успешно — он сыграл 31 матч, забил 6 голов, также отдал немало голевых передач. Однако главную задачу — помочь клубу выйти в высший дивизион — выполнить не удалось. Весной 2011 года интерес к Ури проявлял льежский «Стандард», но до перехода дело не дошло.
Летом 2011 года Ури заключил двухлетний контракт с «Брюсселем», всё также выступавший во второй лиге Бельгии. Сезон 2011/12 у него получился одним из лучших в карьере — с 15 забитыми голами в 31 матче он стал лучшим бомбардиром команды. При этом клуб до последнего тура рисковал вылететь из второго дивизиона. Кроме того, Ури на несколько месяцев задерживали зарплату и после окончания сезона он захотел покинуть клуб. Из-за этого у него произошёл конфликт с президентом «Брюсселя», который отстранил его от матчей и перевёл в дублирующий состав, где Сами провёл весь сезон 2012/13.
Летом 2013 года Ури перешёл в алжирский клуб «Константина», где из-за частных травм сыграл лишь 10 матчей, отличился одним забитым голом. После единственного сезона в Алжире он вернулся во Францию, сезон провёл в третьей лиге, играя за «Фрежюс Сан-Рафаэль», затем выступал в низших лигах за «Лимож» и «Бельфор».

## Достижения
- Победитель Лиги 2: 2003/04
- Серебряный призёр чемпионата Европы среди юношей до 17 лет: 2002